# Centre Rewell
Rewell (jusqu'en 2020 centre Rewell) est un complexe construit en bordure de la place du marché dans le quartier Keskusta à Vaasa en Finlande.

## Architecture
Le centre Rewell a été construit selon les plans de Viljo Revell dans l'îlot urbain délimité par les rues Hovioikeudenpuistikko, Vaasanpuistikko, Raastuvankatu et la place du marché de Vaasa.
La construction s'est achevée en 1963. 
Le centre commercial a été rénové et agrandi en 1990 puis en 2003. 
En octobre 2020, pour ses trente ans, le centre commercial a un nouveau logo et une abréviation du nom de Rewell Center en Rewell.

## Galerie

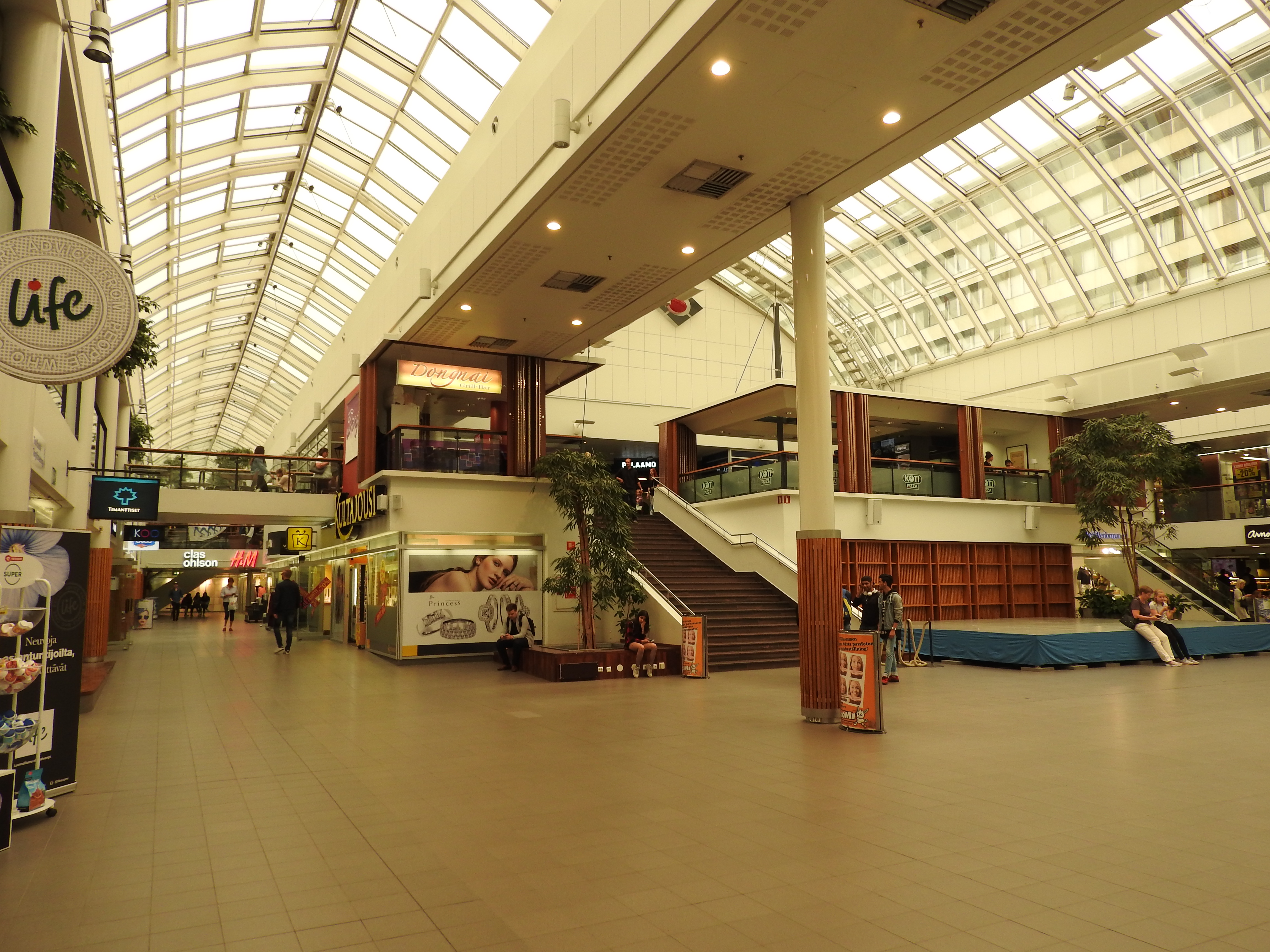
Vue intérieure de Rewell.